# سارگیس لوکاشیان
سارگیس لوکیانی لوکاشیان (ارمنی: Սարգիս Լուկյանի Լուկաշին؛ زادهٔ ۱۲ ژانویه ۱۸۸۳ در ناخیجوان-نا-دونو، نزدیکی روستوف-نا-دونو – درگذشته ۱۱ دسامبر ۱۹۳۷) سیاست‌مدار بولشویک اهل ارمنستان بود.

## زندگی‌نامه
لوکاشیان در دانشگاه دولتی سن پترزبورگ تحصیل کرد. وی از ۲۱ مه ۱۹۲۲ تا ۲۴ ژوئن ۱۹۲۵ نخست‌وزیر ارمنستان بود. بین سال‌های ۱۹۳۷ تا ۱۹۵۳ میلادی، لوکاشیان دبیر اول حزب کمونیست ارمنستان (اتحاد شوروی) بود. وی در سال ۱۹۳۷ در دوران پاکسازی بزرگ تیرباران شد.